# 各務立基
各務 立基（かがみ りき、1970年6月25日 – ）は、日本の声優、舞台俳優。東京都出身。アーツビジョン所属。

## 来歴
桐朋学園大学短期大学部卒業。
以前は劇団俳優座、劇団「花組芝居」に所属していた。

## 人物
趣味・特技は筋トレ。
資格は普通自動車免許、大型自動二輪車運転免許、調理師免許。

## 出演

### テレビアニメ
2012年
- IXION SAGA Dimension Transfer（帝国兵B）
- 宇宙兄弟（試験官）
- エウレカセブンAO（おじさん、男性オペレーター、バンドメンバーB、男）
- 銀魂'（お父さん）
- さくら荘のペットな彼女（教師A）
- 絶園のテンペスト 〜THE CIVILIZATION BLASTER〜（教師、指揮所の通信、裏村下）
- 探検ドリランド（観光客）
- ROBOTICS;NOTES（男A、トレボー1）

2013年
- RDG レッドデータガール（先生）
- ぎんぎつね（顧問の先生）
- THE UNLIMITED 兵部京介（USEIクルー）
- 絶対防衛レヴィアタン（坑夫B）
- D.C.III 〜ダ・カーポIII〜
- たまゆら〜もあぐれっしぶ〜
- とある科学の超電磁砲S（研究員）
- ドラえもん（テレビ朝日版第2期）（龍）
- 這いよれ! ニャル子さんW（男）
- 名探偵コナン（2013年 - 2024年、男、TVスタッフ、鑑識官、鑑識、警備員、尾車俊二 他）

2014年
- Z/X IGNITION（兵士B、天使C、男性客A、上官、男）
- アカメが斬る!（始皇帝）
- PSYCHO-PASS サイコパス 2（堂本秀一郎）
- さばげぶっ!（じじい、ヤクサ、黒服、村人）
- 戦国無双SP 真田の章（真田家臣）
- テラフォーマーズ（フリッツ）
- ハピネスチャージプリキュア!（監督）
- 結城友奈は勇者である -結城友奈の章-（男性教師）

2015年
- 俺物語!!（客A）
- 血界戦線（2015年 - 2017年、マスター、リガ＝エル＝メヌヒュト） - 2シリーズ
- トライブクルクル（パトリック・立花、肉屋）
- パンチライン（評論家）

2016年
- 坂本ですが?（美術教師）
- 機動戦士ガンダムUC RE:0096（連邦兵）
- タイムボカン24（門番1）
- ドリフターズ（ドグ）
- はんだくん（数学教師）
- ViVid Strike!（男性アナウンサー、コール）
- ベルセルク（騎士団員、難民、分隊長、拷問執行人、医師 他）

2017年
- アイドル事変（大臣）
- 幼女戦記（共和国歩兵、外務官）
- プリプリちぃちゃん!!（おじさん）

2018年
- ヴァイオレット・エヴァーガーデン（ローランド、エックハルト・ミュンター中将、陸軍少将、男性客）
- メガロボクス（2018年 - 2021年、記者A、リングアナ兼レフリー、レフリー、増田） - 2シリーズ
- イナズマイレブン アレスの天秤 / オリオンの刻印（2018年 - 2019年、島袋幾太郎、刑事、スポンサーアナウンス、万作一平、医師 他） - 2シリーズ
- ONE PIECE（パティシエ）
- INGRESS THE ANIMATION（黒鹿、ヒューロン特殊部隊、張俊豪、アズマティ族）
- ゴブリンスレイヤー（オーガ）

2019年
- ドメスティックな彼女（男性教師A）

2020年
- 恋する小惑星（花島和弘）
- アサティール 未来の昔ばなし（マンスール、父）

2021年
- 名探偵コナン ピアノソナタ『月光』殺人事件（上司）
- ゲキドル（マネージャー、せりあ父）

2022年
- トモダチゲーム（喜田）

2024年
- ふしぎ駄菓子屋 銭天堂（林田左衛門）
- 天穂のサクナヒメ（アシグモ、タケリビ、ヨモツホムスビ）

2025年
- 最強の王様、二度目の人生は何をする?（ヴィンセント・ヘルステア）
- 小市民シリーズ（和倉）

### 劇場アニメ
- 009 RE:CYBORG（2012年）
- スタードライバー THE MOVIE（2013年）
- バケモノの子（2015年）
- CYBORG009 CALL OF JUSTICE（2016年、ブレスドA）
- 夜明け告げるルーのうた（2017年、鯨井）
- GODZILLA 怪獣惑星（2017年、老人）
- ANEMONE/交響詩篇エウレカセブン ハイエボリューション（2018年、市民団体リーダー）
- あした世界が終わるとしても（2019年、泉重工社員）
- ヴァイオレット・エヴァーガーデン 外伝 - 永遠と自動手記人形 -（2019年、ローランド[12]）

### OVA
- CØDE:BREAKER（2013年、サラリーマン）※コミックス第23巻DVD付き限定版

### Webアニメ
- ムーンレイカーズ（2014年、男C[13]）
- アニメで分かる心療内科（2015年、店員A、男A、警官、医師）

### ゲーム
2013年
- ティアーズ・トゥ・ティアラII 覇王の末裔（パリス）

2014年
- Hearthstone: ハースストーン
- 魔女のニーナとツチクレの戦士（守護天エケリ）

2015年
- 地球防衛軍4.1 THE SHADOW OF NEW DESPAIR
- Re:BIRTHDAY SONG〜恋を唄う死神〜（天里ケイゴ）
- 結城友奈は勇者である 樹海の記憶

2016年
- 白猫プロジェクト（ガイ）
- パンチライン

2017年
- 逆転オセロニア（イスクード）
- バルディリア戦記（ワンサム）

2018年
- ファイナルファンタジーXIV（アウルス・マル・アシナ〈クックックさん〉）

2019年
- ラングリッサーI&II（ディゴス）

2020年
- 天穂のサクナヒメ（アシグモ）
- テイルズ オブ クレストリア（ゴードン）

2021年
- ファミコン探偵倶楽部 うしろに立つ少女（空木俊介）

2023年
- ゼルダの伝説 ティアーズ オブ ザ キングダム（ラウル）

2024年
- ファミコン探偵倶楽部 笑み男（空木俊介）

### ドラマCD
- 最遊記RELOAD BLAST（妖怪B）
- 11人いる!（ガニガス・ガグトス 他）
- 新釈 鏡花あやかし秘帖 vol.1 - 3（青柳寛）
- 魔術士オーフェン はぐれ旅「解放者の戦場」（リアン・アラート）

### BLCD
- sick -シック-（安藤）
- 抱かれたい男1位に脅されています。（MITSUYA社長）
- ぷちっとはじけた、（マスター）
- 密着CD MORE vol.1 〜とある国の王様の場合〜（大臣）
- 誘惑者の恋（司会者）

### 吹き替え

#### 担当俳優
ビリー・クラダップ
- スポットライト 世紀のスクープ（2016年、エリック・マクリーシュ）
- ジャスティス・リーグ（2017年、ヘンリー・アレン）
- ジャスティス・リーグ:ザック・スナイダーカット（2021年、ヘンリー・アレン）

#### 映画（吹き替え）
- アルゴ（2012年、ケネス・D・テイラー〈ヴィクター・ガーバー〉）
- おとなのけんか（2012年）
- 幸せへのキセキ（2012年）
- エアポート2013（2013年、ネッド）
- エンド・オブ・ホワイトハウス（2013年）
- キャプテン・フィリップス（2013年、任務士官）
- クローズド・サーキット（2013年、マーティン・ローズ〈エリック・バナ〉）
- トガニ 幼き瞳の告発（2013年）
- パシフィック・リム（2013年、バラク・オバマ大統領）
- ホワイトハウス・ダウン（2013年、トッド捜査官〈ヴァンサン・ルクレール〉、他[22]）
- マリー・アントワネットに別れをつげて（2013年）
- イントゥ・ザ・ストーム（2014年、ニュース男1）
- エンド・オブ・ウォッチ（2014年、ヴァン・ハウザー〈デヴィッド・ハーバー〉）
- ガンズ・アンド・ストレンジャー（2014年、男〈スコット・アドキンス〉[23]）
- 西遊記 〜はじまりのはじまり〜（2014年、まかない男）
- 猿の惑星: 新世紀（2014年、レポーター4）
- サボタージュ（2014年、フロイド〈マーティン・ドノヴァン〉）
- トランセンデンス（2014年、ストラウス〈ウォレス・ランガム〉）
- マチェーテ・キルズ（2014年、カメレオン〈アントニオ・バンデラス〉）
- マンデラ 自由への長い道（2014年、アーメッド・カトラダ〈リアード・ムーサ〉）
- ワールド・フォー・スピード（2014年、ギャレット〈クリスチャン・カマルゴ〉）
- エベレスト 3D（2015年、ルー・カシシケ〈マーク・ダーウィン〉）
- ゲット・サンタ! 聖なる夜の脱獄大作戦（2015年、バーバー〈スティーヴン・グレアム〉）
- ゼロの未来（2015年）
- ノース・ウォリアーズ 魔境の戦い（2015年、ヨール〈エド・スクレイン〉）
- 呪い襲い殺す（2015年）
- マップ・トゥ・ザ・スターズ（2015年、スタッフォード・ワイス博士〈ジョン・キューザック〉）
- レクイエム 最後の銃弾（2015年、イク〈バーグ・ンー〉）
- X-コンタクト（2016年、スティーヴン〈マット・ウィンストン〉）
- BFG: ビッグ・フレンドリー・ジャイアント（2016年、従僕）
- マーズ・オデッセイ（2016年、ニール〈アラン・ピエトルスザウスキー〉）
- ファンタスティック・ビーストと魔法使いの旅（2016年、屋敷しもべ）
- DCエクステンデッド・ユニバース
  - バットマン vs スーパーマン ジャスティスの誕生（2016年、エメット〈ラルフ・リスター〉）
  - スーサイド・スクワッド（2016年、エイムズ〈ハイメ・フィッツシモンズ〉）
  - ワンダーウーマン（2017年、独軍上官[24]）
  - アクアマン（2019年、ロシア艦長[25]）
  - ブラックアダム（2022年[26]）
- ペレ 伝説の誕生（2017年、レイナー監督〈コルム・ミーニイ〉）
- クロス・ウォーズ（2017年、ニッティ刑事〈トム・サイズモア〉）
- マグニフィセント・セブン（2017年、牧師[27]）
- マーベル・シネマティック・ユニバース
  - アベンジャーズ/インフィニティ・ウォー（2018年、アスガルドSOS[28]）
  - アベンジャーズ/エンドゲーム（2019年、男性職員[29]）
  - マーベルズ（2023年、放送男性[30]）
  - キャプテン・アメリカ:ブレイブ・ニュー・ワールド（2025年、男性記者A[31]）
- ペンタゴン・ペーパーズ/最高機密文書（2018年、エイブ・ローゼンタール〈マイケル・スタールバーグ〉）
- ミッション:インポッシブル/フォールアウト（2018年、ヨーロピアン〈キャスパー・フィリップソン〉[32]）
- 紅海リゾート -奇跡の救出計画-（2019年、ウォルトン・ボーウェン〈グレッグ・キニア〉）
- ジョーカー（2020年、NCBアナ男[33]）
- ホワイト・ノイズ（2022年、マーレイ・シスキンド〈ドン・チードル〉）
- ミッション:インポッシブル/デッドレコニング PART ONE（2023年、電話の警備員[34]）
- ジョーカー:フォリ・ア・ドゥ（2024年、ニュース男2[35]）
- スーパーマン（2025年、翻訳男[36]）

#### ドラマ
- Major Crimes 〜重大犯罪課
- ウェアハウス13 〜秘密の倉庫 事件ファイル〜（2011年、マットソン）
- ビクトリアス（2012年）
- PERSON of INTEREST 犯罪予知ユニット（2012年）
- リベンジ（2012年）
- ボルジア家 愛と欲望の教皇一族（2012年）
- アンダーカバー・ボス3 社長潜入調査（2013年）
- キムチ 不朽の名作（2013年、サンシク）
- キャッスル 〜ミステリー作家は事件がお好き シーズン3（2013年）
- ゲーム・チェンジ 大統領を駆け抜けた女（2013年、エドワース）
- NCIS 〜ネイビー犯罪捜査班 シーズン4（2013年、マーク・サドウスキー〈マーク・ヴァン〉 他）
- エレメンタリー ホームズ&ワトソン in NY（2014年）
- CSI:13 科学捜査班（2014年、トミー・グラゼッティ〈ジェイ・アコヴォーン〉）
- HAWAII FIVE-0（2014年、ジェームズ・トリヤマ〈アーノルド・チャン〉）
- ボードウォーク・エンパイア3 欲望の街（2014年）
- キャッスル 〜ミステリー作家は事件がお好き シーズン4（2014年、クリフォード・リー〈フランソワ・チャウ〉） 他）
- エレメンタリー2 ホームズ&ワトソン in NY（2015年）
- 救命医ハンク6 セレブ診療ファイル（2015年）
- HAWAII FIVE-0 シーズン5（2015年、ジェイク〈ホーリー・ショア〉）
- ギルモア・ガールズ イヤー・イン・ライフ（2016年、ドナルド、フランクリン）
- 私立探偵ダーク・ジェントリー（2016年、バラシオス）
- ストレイン 沈黙のエクリプス（2016年）
- ラスト・チャンス（2016年、クリント・トリケット）
- ナース・ジャッキー7 最終章（2016年）
- THE MENTALIST メンタリストの捜査ファイル7（2016年）
- HAWAII FIVE-0 シーズン7（2017年、ホロウィー）
- 六龍が飛ぶ（2017年、キル・テミ、キル・ソンミ 〈パク・ヒョックォン（英）〉）
- FARGO/ファーゴ シーズン3（2017年）
- ブルライダー 恐れ知らずの男たち（2017年、タイ・マーリー）
- 僕と君と彼女の関係（2017年、ハル、ワインストック）
- 伝説の魔女〜愛を届けるベーカリー（2017年）
- トランスペアレント（2017年、レン〈ロブ・ヒューベル（英）〉）
- FBI: 特別捜査班（2018年）
- 人間レッスン（2020年、チョ・ジヌ〈パク・ヒョックォン〉）
- ファルコン&ウィンター・ソルジャー（2021年）
- ジャック・リーチャー -正義のアウトロー-(2022-2024年)（オスカー・フィンリー〈マルコルム・グッドウィン〉）

#### アニメ
- 劇場版 ムーミン 南の海で楽しいバカンス（2015年、ポーター[37]）
- ちいさなプリンセス ソフィア（2015年、アンドレ、本の語り人、ギャリック国王）
- ミッキーマウス!
- アベンジャーズ・アッセンブル（2016年、ウァトゥ）
- サーフズ・アップ2（カモメ）
- カーズ/クロスロード（2017年、チェイス・レースロット）
- ホワット・イフ...?（2024年、エドウィン・ジャーヴィス）

#### その他コンテンツ
- ホテル・ヘル2 熱血!再生プロジェクト（2014年）

### ナレーション

#### CM
- 山田養蜂場 薬用RJエッセンス
- ダイワハウス
- 警視庁暴力団撲滅3ない運動キャンペーン
- 養命酒
- ビクター エブリオ
- SONY ブルーレイ ICレコーダー

#### 番組
- わたしの贅沢
- 学問の秋スペシャル･日本の歴史（坂本竜馬編）

#### DVD
- 奈良百景

### ボイスオーバー
- 地球ドラマチック（NHK教育）
  - 「すばらしきサカナたち〜大自然の恵みを食らう!〜」（2013年）
  - 「サメ 水族館に届けます」（2014年）
- BS世界のドキュメンタリー（NHK-BS1）
- モーガン・フリーマン 時空を超えて（2017年、NHK-Eテレ）
- ジェレミー・クラークソン農家になる（2021年、Amazonプライムビデオ）

### 舞台
- KANADEHON 忠臣蔵 - 早野勘平役（加納幸和演出）シアターBRAVA!
- 蜘蛛の巣 - オリバー・コステロ役（山田和也演出）グローブ座
- 山ほととぎす ほしいまま - 片倉虎笛役（江守徹演出）ル テアトル銀座
- 20世紀少年少女唱歌集 - 博司役（鄭義信作・演出）
- あかね空 - 悟朗役 新橋演舞場
- お登勢 - 久慈芳之助役
- ロゼット（早船聡 作・演出）池袋シアターグリーン
- 映画監督山中貞雄の青春（園田英樹作・演出）座・高円寺
- けもの撃ち（竹重洋平 作・演出）
- みーちゃんの復活（工藤千夏 作・演出）[38]

### プラネタリウム
- つくばエキスポセンター『星をさがす～星占いと天文学のものがたり』(天文学者)

### テレビドラマ
- 黒蜥蜴
- 娘よ命ある限りII
- 人それを情死と呼ぶ
- お嬢様は名探偵
- はみだし刑事情熱系
- ショムニ
- 電話オペレーター・3人娘のOL事件簿
- 少年たち2

### 映画
- 8人は考えた
- 草刈十字軍（1997年）
- pshiko
- スリ
- 魍魎の匣